# スティーブ・モーガン (冒険家)
スティーブ・エドワード・モーガン（英:Steve Edward Morgan、1947年1月17日 – 2023年7月25日）は、アメリカ合衆国の冒険家、トレジャーハンター。

## 経歴
ミズーリ州、セントルイス出身。1967年から1970年には、アメリカ西部の砂漠を探検し複数の遺跡を発見した。
1970年、エスパニョーラ島の北部、シルバー・バンクという海域に沈没しているスペインの財宝船「ヌエストラ・セニョーラ・デ・ラ・コンセプション号」の発見に挑戦したが失敗している。ちなみに、この船の財宝の一部は17世紀にトレジャーハンターのウィリアム・フィップスによって発見されている。フィップスはその発見によってナイトの称号を得た。
1980年頃、財宝サルベージ会社の「ガレオン・ハンターズ（Galleon Hunters）」を創業。
1985年からの2年間、ホンジュラスの熱帯雨林を探検し古代パヤ人の墓地や寺院の遺跡を発見、そこから、同国では唯一の発見となっている「石の球体」を含む複数の遺物を発掘した。
1988年、モーガンの会社と別の財宝探査会社「シー・エクスプロレーションズ」はフロリダ州のセバスチャン湾で「1715年の財宝船団」の1隻ヌエストラ・セニョーラ・デ・ラ・レグラ号（Nuestra Señora de la Regla）の財宝を発見した。この遠征で彼らは銀の天使像をはじめとする約30万ドル分の財宝を発見した。
1990年代にはホンジュラスのモスキティア地方のジャングルに眠るとされる失われた伝説の都市「シウダー・ブランカ」の発見を目指す探検隊を率いた。この計画の共同発案者はドキュメンタリー監督のスティーブ・エルキンスだった。探検隊にはモーガンの友人、ブルース・ハイニッケ（Bruce Heinicke）が現地との交渉役として参加した。ハイニッケは、ホンジュラスで盗掘や麻薬の密輸などを生業にしているアメリカ人である。そのため、賄賂の扱い方や現地の様々な危険から身を守る術などを熟知していた。
探検隊はジャングルを流れる川をボートで遡って行き、「種まきをする男」が描かれている岩を発見した。その後、隊はボートでの川上りからナタを使ったジャングルの踏破に切り替えた。密林の中をしばらく進むとジャングルの奥深くで小規模な遺跡とともに様々な遺物が散乱している場所にたどり着いた。しかし、肝心のシウダー・ブランカを発見することはできなかった。
1994年、モーガンはフィリピンのカミギン島近海に財宝を積んだまま沈んでいる「USSチャールストン号」を探索するため、この海域の探索許可を持っている別のトレジャーハンター、デニス・スタンデファー（Dennis Standefer）と協力することになった。しかし、両者の関係は悪く、その事が原因でフィリピン政府がチャールストン号の調査を禁止する事態にまで発展した。
2003年、フィリピンに滞在中のモーガンは脳卒中に襲われた。そして、脳卒中の後遺症によって話す能力と文字を書いたり読んだりする能力を失った。2023年7月25日、カリフォルニア州ロング・ビーチで死去。